# نیو لکسینگتون (اوهایو)
نیو لکسینگتون(به انگلیسی: New Lexington) شهری در ایالت اوهایو کشور ایالات متحده آمریکا است که جمعیت آن در سرشماری سال ۲۰۱۰ میلادی، ۴٬۷۳۱ نفر بوده‌است.